# Aleja Brzozowa w Częstochowie
Pomnik przyrody Aleja Brzozowa – pomnik przyrody w Częstochowie, utworzony przez Radę Miasta Częstochowy uchwałą 1064/LXIV/2006 23 października 2006 roku w celu ochrony populacji brzozy brodawkowatej (Betula pendula).
Pomnik zlokalizowany jest w ciągu ulicy Bialskiej, na odcinku ok. 2,5 km. W alei pierwotnie znajdowało się 385 drzew brzozy, w większości w wieku około 60 lat. Właścicielem gruntu jest miasto Częstochowa, a jego zarządcą Miejski Zarząd Dróg i Transportu w Częstochowie. Ze względu na starzenie się drzew oraz rosnący ruch samochodowy na ulicy tworzącej Aleję, postępowało stopniowe zamieranie kolejnych drzew. Miasto prowadziło w miejsce usuwanych drzew nasadzenia kompensacyjne, które jednak nie stanowią formalnie części pomnika przyrody.
Ulica nie jest oficjalnie zamknięta dla ruchu samochodowego, stanowi jednak trasę spacerową dla mieszkańców pobliskich bloków Parkitki oraz dla rowerzystów. Przy ulicy oraz w jej okolicach następował od początku XXI w. rozwój zabudowy mieszkaniowej, reklamowanej m.in. walorami przyrodniczymi pobliskiej Alei Brzozowej.

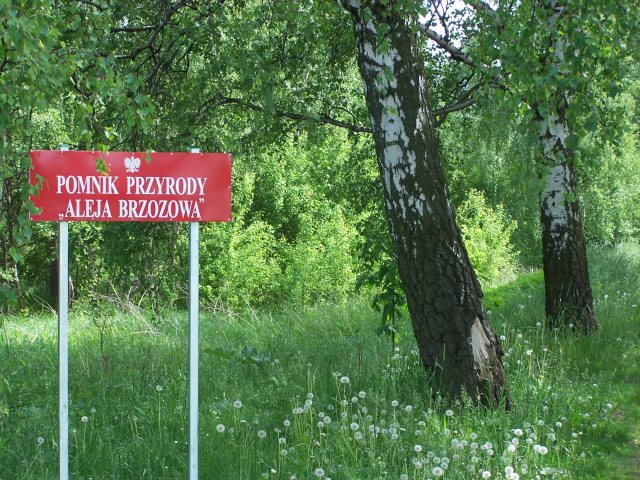
Tablica informacyjna
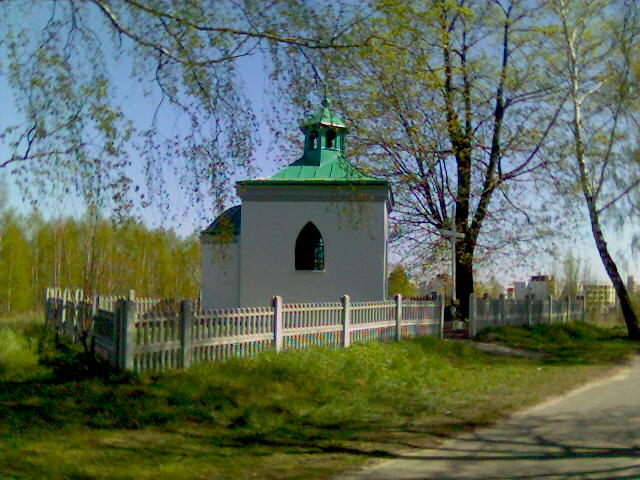
Kapliczka przy ul. Bialskiej
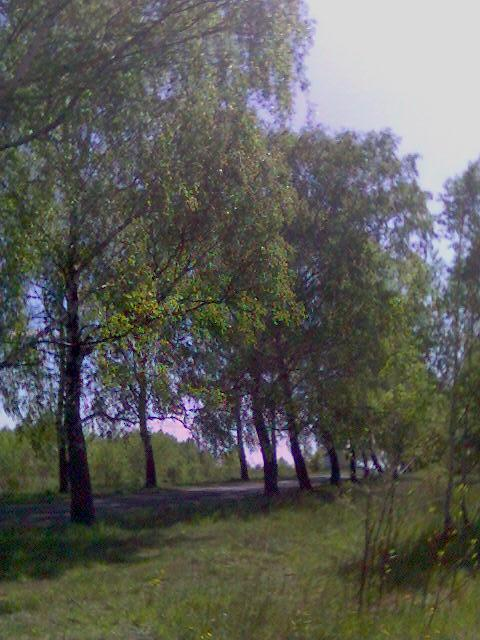
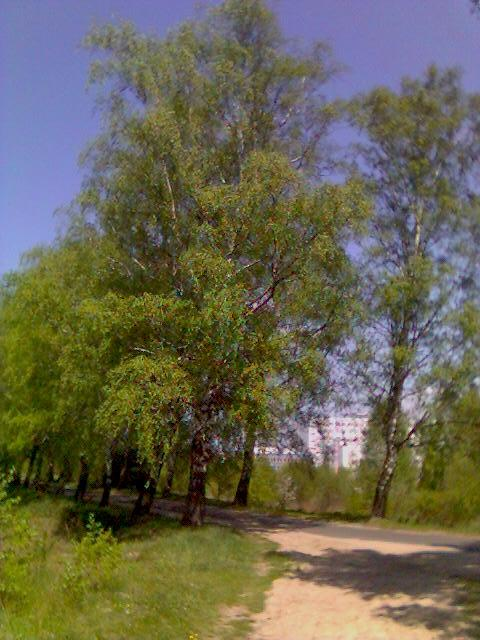
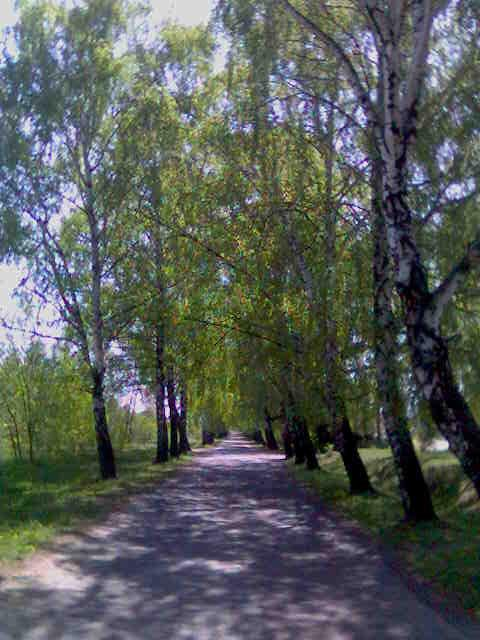
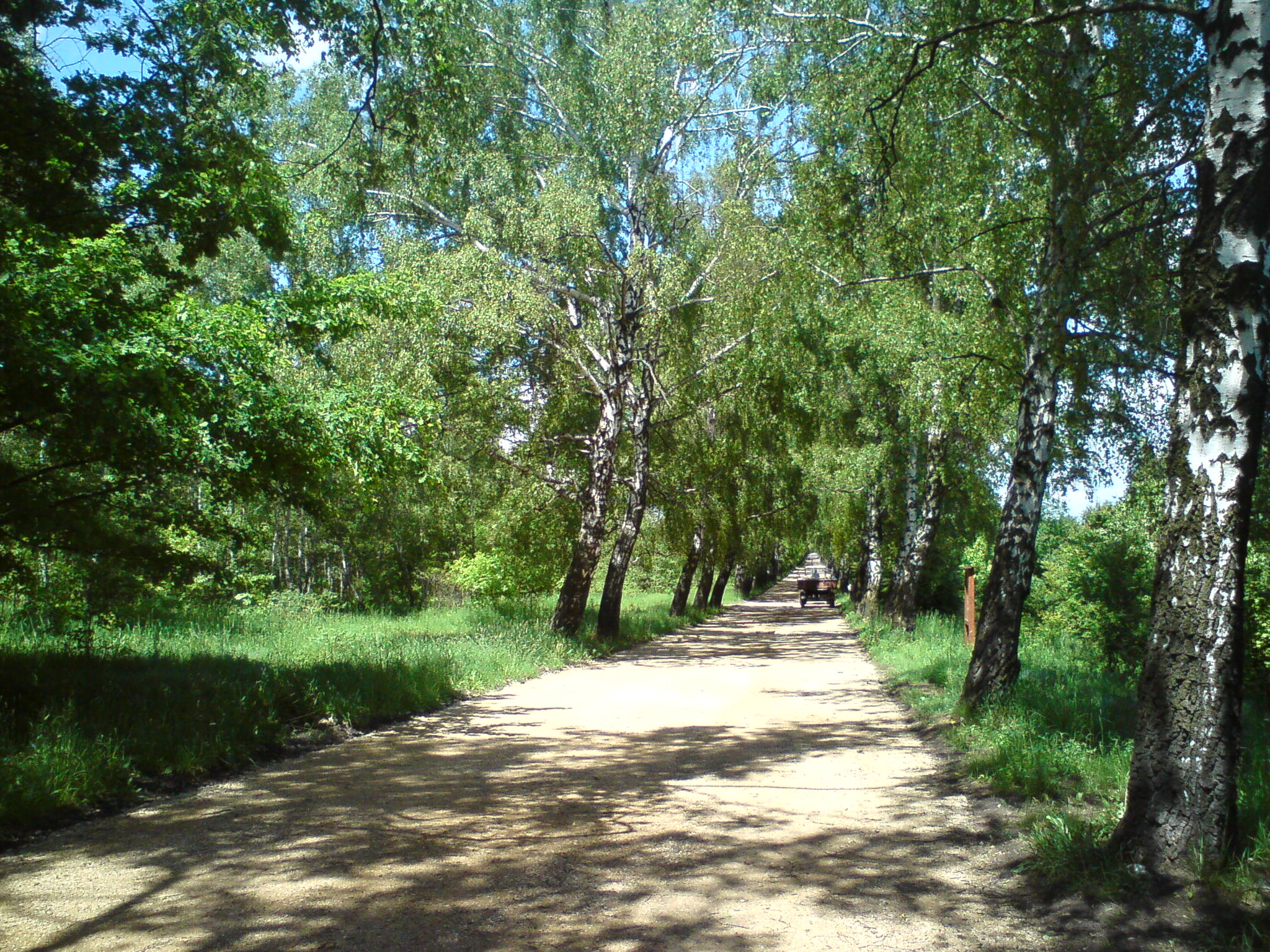
Ul. Bialska w czasie wymiany nawierzchni, maj 2013 r.